# Poms
POMS (англ. performance oriented media sources) — разновидность рекламы в интернете, задачей размещения которой является совершение пользователем целевого действия. В более широком смысле термином POMS обозначается группа рекламных каналов, в своей основе близких к медийным, однако оплачиваемых по модели Cost per click (CPC) или Cost per action (CPA).
По формату рекламные объявления источников группы POMS обычно представляют статический или динамический баннер. Благодаря наличию картинки данная реклама способна обеспечить имиджевое влияние, однако больше ориентированна на увеличение числа переходов на сайт и/или совершение целевых действий на сайте (покупка, регистрация, оформление заявки и т. д.)
Бо́льшее количество каналов группы POMS появилось на российском рекламном рынке относительно недавно (2010—2013 гг.). При этом источники данной группы активно развиваются и пользуются успехом у рекламодателей, так как позволяют существенно расширить рекламный охват (по сравнению с контекстной рекламой), обеспечив при этом целевой трафик.

## Каналы POMS
- Ретаргетинговые сети
- Лидогенераторы
- Торг в реальном времени
- Мобильная реклама
- Тизерные сети